# Disease (singel Lady Gagi)
Disease – singel Lady Gagi, wydany 25 października 2024 roku jako pierwszy utwór promujący siódmy solowy album studyjny piosenkarki pt. Mayhem.

## Teledysk
22 października 2024 roku Lady Gaga zapowiedziała premierę teledysku do „Disease”, prezentując jego fragment w mediach społecznościowych. Białą sukienkę Gagi w klipie porównano do sukienki Samary Morgan z psychologicznego horroru The Ring z 2002 roku. Teledysk miał premierę na kanale artystki w serwisie YouTube 29 października o godzinie 18:00 czasu pacyficznego. Gaga ujawniła za pośrednictwem swoich mediów społecznościowych, że inspiracją stojącą za koncepcją piosenki i teledysku była jej osobista „wewnętrzna ciemność” i relacja z „własnymi demonami”. Rozwinęła tę wizję w teledysku, chcąc przekazać „klaustrofobiczne” uczucia, których doświadcza, gdy jest uwiedziona przez ciemność w swoim życiu.
Reżyserem obrazu jest Tanu Muino, a za jego choreografię odpowiada Parris Goebel. Czteroipółminutowy klip rozgrywa się w spokojnej podmiejskiej dzielnicy. Gaga staje twarzą w twarz z różnymi wersjami samej siebie i próbuje odzyskać kontrolę nad swoimi najgłębszymi, uosobionymi lękami.

## Notowania
| Lista przebojów (2024)                        | Najwyższa pozycja |
| --------------------------------------------- | ----------------- |
| Australia (Top 50 Singles)                    | 39                |
| Austria (Ö3 Austria Top 40)                   | 52                |
| Białoruś Airplay (Tophit)                     | 93                |
| Brazylia (Brasil Hot 100)                     | 21                |
| Czechy (Singles Digitál Top 100)              | 58                |
| Finlandia (Suomen virallinen lista)           | 40                |
| Francja (Top Singles & Titres)                | 66                |
| Holandia (Single Top 100)                     | 54                |
| Irlandia (Singles Chart)                      | 11                |
| Izrael (Media Forest)                         | 8                 |
| Japonia Hot Overseas (Billboard Japan)        | 3                 |
| Kanada (Billboard Canadian Hot 100)           | 28                |
| Litwa (AGATA)                                 | 26                |
| Łotwa (LaIPA)                                 | 14                |
| Niemcy (GfK)                                  | 70                |
| Nowa Zelandia Hot Singles (Recorded Music NZ) | 5                 |
| Polska (OLiA)                                 | 86                |
| Portugalia (AFP)                              | 25                |
| Rosja (Tophit)                                | 17                |
| San Marino (SMRRTV Top 50)                    | 9                 |
| Słowacja (Singles Digitál Top 100)            | 40                |
| Stany Zjednoczone (Hot 100)                   | 27                |
| Szwajcaria (Singles Top 100)                  | 27                |
| Szwecja (Sverigetopplistan)                   | 53                |
| Wielka Brytania (UK Singles Chart)            | 7                 |
| Włochy (FIMI)                                 | 53                |